# Чорношкур Василь Андрійович
Чорношку́р Васи́ль Андрі́йович (19 лютого 1946, Запоріжжя — 25 січня 2025, Київ) — радянський і український актор театру і кіно, диктор на Українському радіо. Народний артист України (2001).

## Життєпис
Закінчив у 1968 році Київський державний інститут театрального мистецтва імені І. Карпенка-Карого. Того ж року став актором Херсонського обласного академічного музично-драматичного театру ім. М. Куліша, де відпрацював 42 роки свого життя й виконав понад 200 ролей. Вийшов на пенсію 2010 року.
Одночасно був професором Херсонського державного педагогічного університету.
Переїхав до Києва. Знімався у фільмах та серіалах.
Працював радіоведучим на українському Радіо Культура (UR-3). Відомий як дід Василь у радіопрограмі Вечірня колисанка.
Помер 25 січня 2025 року у Києві.

## Деякі театральні роботи
- Король Фердинанд — «Флаг адмірала»
- Пасюкевич — «Дума про любов»
- Маляр — «Дикий Ангел»
- Кирдяга — «Тарас Бульба»
- Лещ — «Останні» (1987)
- Гнат — «Назар Стодоля» (1997)
- Кайдаш — «Кайдашева сім'я» (1998)
- Граф — «Весілля Фігаро» (1999)
- Городнічий — «Ревізор» (2003)
- Шпак — «Шельменко-денщик» (2004)
- Батько — «Страшна помста» (2009)
- Линяєв — «Вовки та вівці» (2007)
- Безбородько — «Фаворит. Князь Потьомкін Таврійський» (2008)
- Клавдій — «Гамлет» (2010)
- Ксанф — «Езоп»
- Сусід — «Дуже проста історія»
- Читець — радіовистава «Лишатись (не) можна…» (2022)[6]

## Фільмографія

### Фільми
- 2013 — «Це я» — батько

### Серіали
- 2014 — «Вітер в обличчя» — водій автобуса
- 2016—2017 — «Вікно життя» — педіатр
- 2017—2018 — «Лікар Ковальчук» — Сороник
- 2018 — «Опер за викликом» — вахтер
- 2019 — «Кріпосна» — Іван
- 2019 — «Чуже життя»
- 2019 — «Садівниця» — сусід
- 2020 — «Карпатський рейнджер»
- 2020 — «Спіймати Кайдаша»
- 2020 — «Мій любий знайда» — вахтер
- 2020 — «Останній день війни» — лісник
- 2020 — «Сага» — сторож
- 2020 — «Мавки» — Валентин Никифорович Щербак
- 2021 — «Врятувати Віру» — Кузьмич
- 2021 — «Провінціал» — рибалка

## Нагороди та визнання
- Почесна грамота Кабінету Міністрів України (2 червня 1999) — за значний особистий внесок у розвиток національної культури і мистецтва, високий професіоналізм та плідну громадську діяльність[7]
- Народний артист України (23 березня 2001) — за вагомий особистий внесок у розвиток національної культури і мистецтва, високий професіоналізм[8]